# Дельта-ритм

Дельта-ритм

Дельта-ритм (δ-ритм або дельта-хвилі) — компонента ЕЕГ, що являє собою коливання електричного потенціалу з частотою від 1 до 4 Гц з різними періодами, розподіленими у випадковому порядку. Дельта-ритм у здорових людей зазвичай реєструється під час глибокого сну. Низькоамплітудні (20-30 мкВ) коливання в цьому діапазоні можуть бути ідентифіковані в сигналі ЕЕГ в стані спокою при деяких формах стресу і тривалої розумової роботи.